# Cryptosporina brachyfila
Cryptosporina brachyfila är en svampart som beskrevs av E.I. Hazard & Oldacre 1975. Cryptosporina brachyfila ingår i släktet Cryptosporina och familjen Thelohaniidae.   Inga underarter finns listade i Catalogue of Life.